# Trận Pokrovsk
Trận Pokrovsk (Pokrovsk offensive) là một hoạt động quân sự dằng co ác liệt đang diễn ra trong bối cảnh Nga xâm lược Ukraina do Lực lượng vũ trang Nga thực hiện với mục tiêu chiếm thành phố chiến lược Pokrovsk ở tỉnh Donetsk. Giao tranh bắt đầu khi Nga tiến vào Prohres vào ngày 18 tháng 7 năm 2024 và sau đó chiếm được Prohres vào ngày 19 tháng 7 năm 2024, một bước ngoặt cho cuộc tấn công của Nga ở phía tây bắc Avdiivka sau trận Avdiivka vào tháng 2 năm 2024, và sau đó chiến sự đã diễn ra ở nhiều khu định cư phía đông Pokrovsk ở Pokrovsk Raion. Pokrovsk thuộc Donetsk, nằm ở giao lộ đường bộ và đường sắt, khiến nơi đây trở thành điểm hậu cần quan trọng cho quân đội và dân thường Ukraina ở phía đông, tuy có diện tích nhỏ nhưng đóng vai trò quan trọng trong chiến lược quân sự của Ukraina do khả năng dễ dàng tiếp cận với các khu vực quân sự khác. Chiến sự hiện đang diễn ra ác liệt với sự tổn thất nghiêm trọng của quân Nga trong khi quân Nga gần như không đạt được những bước tiến đột phá nào, cũng như việc tiến chậm, giậm chân tại chỗ.
Trong bối cảnh tình hình chiến sự căng thẳng, Tổng thống Ukraina Volodymyr Zelensky cho biết quân đội Ukraina đang gia tăng lực lượng xung quanh Pokrovsk để đối phó với những đợt tấn công từ phía Nga Trong bài phát biểu tối 21 tháng 8 năm 2024 thì ông Volodymyr Zelensky cho biết, Kiev “hiểu rõ những gì Nga đang cố gắng làm trên mặt trận Pokrovsk, nên đang tăng cường lực lượng để đối phó”. Theo Viện Nghiên cứu chiến tranh của Mỹ (ISW) trước ngày 07 tháng 10 năm 2024, thì trong trận này, Nga trả giá đắt khi mất 5 sư đoàn tăng ở Pokrovsk, ISW đã có thống kê cho thấy quân đội Nga được cho là đã mất 1.830 thiết bị hạng nặng tại Pokrovsk kể từ ngày 9 tháng 10 năm 2023 và nhấn mạnh rằng tổn thất trên thực tế ở khu vực Pokrovsk có thể cao hơn so với báo cáo. Việc Nga bất chấp tổn thất đáng kể về xe bọc thép, sẽ càng trở nên nghiêm trọng do kho dự trữ từ thời Liên Xô sắp cạn, quân đội Nga không có khả năng đạt được những tiến bộ lãnh thổ quan trọng về mặt hoạt động thông qua các đòn tấn công bằng cơ giới hóa.

## Bối cảnh
Sau thành công của Nga trong trận Avdiivka, lực lượng của Nga đã tiến đáng kể về phía bắc và tây bắc của thành phố để hình thành một điểm nhô ra trong những tháng tiếp theo của năm 2024. Thành công trong trận Ocheretyne diễn ra trên một thị trấn phía tây bắc Avdiivka đã dẫn đến những thành quả tiếp theo trong những tháng dẫn đến tháng 7 năm 2024.

## Binh lực

### Lực lượng Nga
- Lục quân Nga
  -  Sư đoàn Súng trường Cơ giới Cận vệ số 27
  -  Lữ đoàn Súng trường Cơ giới số 30 [ru][9]
  -  Sư đoàn Xe tăng Cận vệ số 90
  -  Lữ đoàn Súng trường Cơ giới số 75[10]
  -  Sư đoàn Súng trường Cơ giới Cận vệ số 150[11]
  -  Lữ đoàn số 1 ''Slavyansk''
  -  Lữ đoàn Vostok
  -  Lữ đoàn Pyatnashka (Cho tới 12/8/2024)[a]
  -  Trung đoàn Súng trường số 87[13]
- Không quân Nga[14]
- Hải quân Nga
  -  Lữ đoàn Hải quân đánh bộ Cận vệ số 810[b]

### Lực lượng Ukraina
- Lục quân Ukraina
  -  Quân đoàn 9
    -  Lữ đoàn Cơ giới số 47[15]

  -  Quân đoàn 10
  -  Lữ đoàn Cơ giới số 100[16]
    -  Lữ đoàn Cơ giới số 115[c]

  -  Bộ Chỉ huy Chiến thuật phía Bắc
    -  Lữ đoàn Cơ giới số 31[19][20]
    -  Lữ đoàn Cơ giới số 110

  -  Bộ Chỉ huy Chiến thuật phía Nam
    -  Lữ đoàn Cơ giới số 57
    -  Lữ đoàn Cơ giới số 59[21][22]

  -  Bộ Chỉ huy Chiến thuật phía Đông
    -  Lữ đoàn Cơ giới số 54
    -  Lữ đoàn Pháo binh số 55[23][24]
    -  Lữ đoàn Cơ giới số 93[25][26]
    -  Lữ đoàn Cơ giới số 151
- Thủy quân lục chiến Ukraina
  -  Lữ đoàn Thủy quân lục chiến số 35[27]
- Lực lượng Đổ bộ Đường không Ukraina
  -  Lữ đoàn Dù số 25[28][29]
  -  Lữ đoàn Xung kích Đường không số 79[30]
- Cảnh sát Quốc gia Ukraina[31]

 Vệ binh Quốc gia Ukraina
- Lực lượng Xung kích
  -  Lữ đoàn Kara-Dag[32]

Tiểu đoàn Shkval

## Năm 2024

### Từ 18-31/7/2024
Vào ngày 17 tháng 7 năm 2024, giao tranh bắt đầu nổ ra ở Prohres, một ngôi làng ở trung tâm tỉnh Donetsk, và quân đội Nga đã tiến vào đây vào ngày hôm sau (ngày 19 tháng 7 năm 2024), trong cuộc tiến công lớn đầu tiên của họ trực tiếp về phía thành phố Pokrovsk. Ngày 19 tháng 7 năm 2024 thì Prohres bị Nga chiếm giữ trong một cuộc giao tranh được cho là chỉ kéo dài 48 giờ. Bước đột phá này, được cho là do các cuộc không kích dữ dội gây ra, dẫn đến sự sụp đổ và rút lui sau đó của Lữ đoàn cơ giới số 110 và Lữ đoàn cơ giới số 47, cho phép Nga tiến quân nhanh chóng dọc theo tuyến đầu vốn đã ổn định trước đó. Hai ngày trước đó, quân đội Nga được cho là đã tiến đến khu định cư Lozuvatske (Лозуватське/селище) phía bắc Prohres, và rồi hai bên bắt đầu giao tranh tại đây. Trang DeepStateMap.Live cho thấy cùng ngày, quân Nga tiến vào chiếm đóng hầu hết ngôi làng này
Vào ngày 20 tháng 7 năm 2024, quân đội Nga bắt đầu bao vây khu vực giữa hai ngôi làng và theo một số nguồn tin, quân Nga đã bao vây nhiều đại đội Ukraina tại đây vào ngày 24 tháng 7 năm 2024 mà theo Forbes thì "có khả năng là hàng trăm binh lính Ukraine" của hai tiểu đoàn này của Lữ đoàn cơ giới số 31. Tuy nhiên, theo David Axe, những người lính này đã thoát khỏi vòng vây vào khoảng ngày 26 tháng 7 năm 2024 với sự trợ giúp của các cuộc không kích phối hợp bằng pháo binh và máy bay không người lái. Forbes cũng đưa tin rằng Lữ đoàn 47 đã mất hai xe tăng M1 Abrams trong cuộc giao tranh quanh Prohres và quân đội Ukraina cũng đã phải chịu thương vong lớn.
Vào ngày 25 tháng 7 năm 2024, quân Nga bắt đầu tiến về phía tây Prohres dọc theo tuyến đường sắt hướng tới Vesele là khu định cư Hrodivka thuộc huyện Pokrovsk tỉnh Donetsk. Tiếp theo là việc quân Nga chiếm được Lozuvatske vào khoảng ngày 26 tháng 7 năm 2024 và chiếm Vovche trong khoảng ngày 27 tháng 7 năm 2024 rồi quân Nga chiếm tiếp Novoselivka Persha ở phía đông nam Prohres, vào khoảng ngày 29 tháng 7 năm 2024 Những bước tiến của Nga sau khi chiếm được Prohres và tình hình "căng thẳng và khó khăn" ở phía đông Pokrovsk được cho là do tình trạng thiếu nhân lực và trang thiết bị của Ukraina cũng như việc đào tạo không đầy đủ và tinh thần giảm sút. Những bước tiến của quân đội Nga về phía Pokrovsk đã dẫn đến việc quân đội Ukraine phải rút lui khỏi các vị trí ở phía đông nam thành phố này.

### Từ 1-23/8/2024
Vào ngày 1 tháng 8, quân Nga tiến tới ngoại ô Zhelanne và Ivanivka. Giữa ngày 1 và ngày 3 tháng 8, quân Nga tiếp tục bước tiến ở Ivanivka trong khi chiếm Vesele trong ngày 4/8. Theo tờ Forbes, quân Nga đang tiến quân và chỉ còn cách Pokrovsk 18 km (11 dặm), với quân số ước tính là 40,000 quân bao gồm 20 trung đoàn và lữ đoàn trong khi quân đội Ukraina chỉ có 12,000 quân trên hướng này.
Giao tranh tiếp diễn theo hướng Pokrovsk trong ngày 5 và ngày 6, với sự gia tăng về bước tiến của quân Nga tại khu vực, khiến cho đây là hướng có hoạt động quân sự nhiều nhất trên mặt trận khi mà Nga đang tiến hành chiến dịch trên hướng này, theo Tổng tư lệnh Lực lượng Vũ trang Ukraina Oleksandr Syrskyi. Vào ngày 7 tháng 8, quân Nga chiếm được Serhiivka và bắt đầu tấn công về hướng Hrodivka, nếu thị trấn này bị chiếm giữ thì Pokrovsk sẽ bị pháo kích trực tiếp.
Vào ngày 9 tháng 8, Bộ Quốc phòng Anh báo cáo rằng quân Nga chỉ còn cách Pokrovsk 16km (9.9 dăm). Vào ngày 13 tháng 8, giao tranh ở Pokrovsk tiếp tục gia tăng với con số 52 giao tranh một ngày (chiếm 1/3 trên toàn tiền tuyến), mặc cho Ukraina đã tấn công Kursk vào ngày 6/8, một đại diện của Lữ đoàn Cơ giới số 110, cho biết kể từ khi quân đội Ukraina đột kích Kursk, tình hình giao tranh trên hướng đã giảm, được cho là do sự suy giảm về đạn dược và quân Nga vẫn tiếp tục nỗ lực tiến quân.Trong cùng ngày, theo quân Nga báo cáo, họ đã tiến vào Hrodivka, kéo dài mặt trận tới sông Kazennyi Torets về phía bắc để phục vụ cho quá trình chiếm Ivanivka, Lysychne, và Svyrdonivka.Một quan chức Ukraina đã nói với tờ Agence France-Presse rằng cuộc đột kích ở tỉnh Kursk gây ít tác dụng lên giao tranh ở mặt trận phía đông nhưng ''cường độ tấn công của quân Nga'' đã giảm nhẹ trong cuối tuần.Một đại úy Ukraina đã chứng thực báo cáo vê giao tranh ở Hrodivka, cho biết ''Mọi thứ đang rất tệ ở mặt trận Pokrovsk'', đồng thời binh sĩ Ukraina cũng cho biết rằng lực lượng Nga đang được ra lệnh chiếm giữ Myrnohrad, thành phố nằm phía tây Pokrovsk.
Vào ngày 14 tháng 8, các bước tiến của quân Nga đã được ghi nhận bao gồm việc chiếm giữ Zhelanne, khu định cư nằm ở đông nam của Hrodivka, chiếm Orlivka, khu định cư nằm theo hướng Novohrodivka, và được báo cáo là đã tiến vào các khu định cư Mykolaivka và Zhuravka.
Vào ngày 15 tháng 8, quân đội Ukraina được báo cáo là bắt đầu đưa lực lượng dự bị vào để chuẩn bị bảo vệ Pokrovsk.Trong cùng ngày, người đứng đầu của Chính quyền Quân sự Thành phố Pokrovsk, Serhii Dobriak, nói rằng quân Nga chỉ còn cách thành phố 10km (6.2 dặm) và kêu gọi cư dân thành phố hãy rời đi.Trong cùng ngày, binh sĩ Ukraina báo cáo rằng quân Nga có lợi thế quân số gấp 10 lần trên mặt trận Pokrovsk và tiếp tục tiến hành các cuộc tấn công liên tục vào vị trí của quân đội Ukraina, ISW cũng chỉ ra rằng Nga đang hướng sự tập trung của mình về Pokrovsk.
Vào ngày 17 tháng 8, quan chức Hoa Kỳ cho biết quân Nga chỉ rút đi số ít lực lượng của mình ở miền Đông Ukraina để chuyển tới Kursk, binh sĩ Ukraina cũng nói thay vì rút đi, Nga lại chọn củng cố và tăng cường lực lượng theo hướng Pokrovsk. Trong cùng ngày, quan chức Ukraina cho biết quân Nga đang cố tấn công Novohrodivka trong khi người dân ở các thành phố Myrnohrad, Novohrodivka và Selydove đang tiếp tục sơ tán.Cùng ngày, quân Nga được báo cáo đã chiếm Mykolaivka, tiến vào Novozhelanne, và tiến quân dọc theo các cánh đồng phía đông Zhelanne.Một tòa nhà ở Myrnohrad cũng bị pháo kích trong cùng ngày.Quân Nga cũng tuyên bố đã chiếm Novozhelanne và tiếp tục tiến quân về Novohrodivka theo hướng Krutyi Yar thông qua Zhuravka.
Vào khoảng ngày 18 tháng 8, quân Nga được xác nhật là đã di chuyển về phía nam Zhelanne, chiếm hai khu định cư là Novozhelanne và Zavitne thông qua các hình ảnh một binh sĩ Nga đang treo cờ ở phía nam của hai khu định cư. Vào hai ngày 19 và 20 tháng 8, dân cư thành phố Pokrovsk tiếp tục di tản, Serhii Dobriak, thị trưởng thành phố Pokrovsk, ra lệnh cho gia đình nào có trẻ em bắt buộc phải di tản, ông cũng nói rằng cư dân có tối đa hai tuần lễ để rời đi do Nga tiếp tục tiến quân, trong khi đó cư dân thành phố Myrnohrad chỉ có một vài ngày để di tản. Dobriak cũng nói rằng tiện nghi và dịch vụ ở Pokrovsk sẽ bị đóng dần dần trong một vài tuần kế tiếp.
Vào ngày 18 và ngày 19 tháng 8, quân Nga tiếp tục tiến quân để chiếm Zhuravka và kiểm soát toàn bộ bờ đông của sông Vovcha, chiếm các khu định cư Mezhove và Skuchne trong quá trình đó. Quân Nga đồng thời cũng tấn công Novohrodivka và các khu định cư ở phía đông Pokrovsk;theo nhà phân tích chiến tranh Franz-Stefan Gady nói rằng Nga có thể hiện đang ''giao chiến với tuyến phòng thủ cuối cùng của thành phố''.
Vào ngày 21 tháng 8, quân Nga tiến về phía nam của khu định cư Mykolaivka và Zhelanne, chiếm khu định cư Komyshivka.Tổng thống Volodymyr  Zelenskyy cũng xác nhận về bước tiến này của quân Nga ở Pokrovsk, cho biết rằng lực lượng Nga đã được giúp đỡ ở khu vực.
Vào ngày 22 tháng 8, quân Nga tiếp tục di chuyển về Ptyche và tiến quân theo hướng Kalynove, và theo báo cáo là giành được vị trí ở phía đông Novohrodivka. ISW cho biết những bước tiến gần đây ở hướng nam là có thể là do lực lượng Ukraina đang rút dần ra khỏi các vị trí để tránh bị bao vây.
Trong hai ngày 22 và 23 tháng 8, dân cư ở Pokrovsk tiếp tục di chuyển khỏi thành phố, trong khi đó dịch vụ và chính quyền của thành phố đã di chuyển hoặc đống gần như toàn bộ. Các nguồn Nga cho biết lực lượng Nga tiến vào phía nam của Novohrodivka, tiến vào Krasnyi Yar từ hướng đông nam, chiếm Kalynove.

### Từ 24/8/2024-10/2024

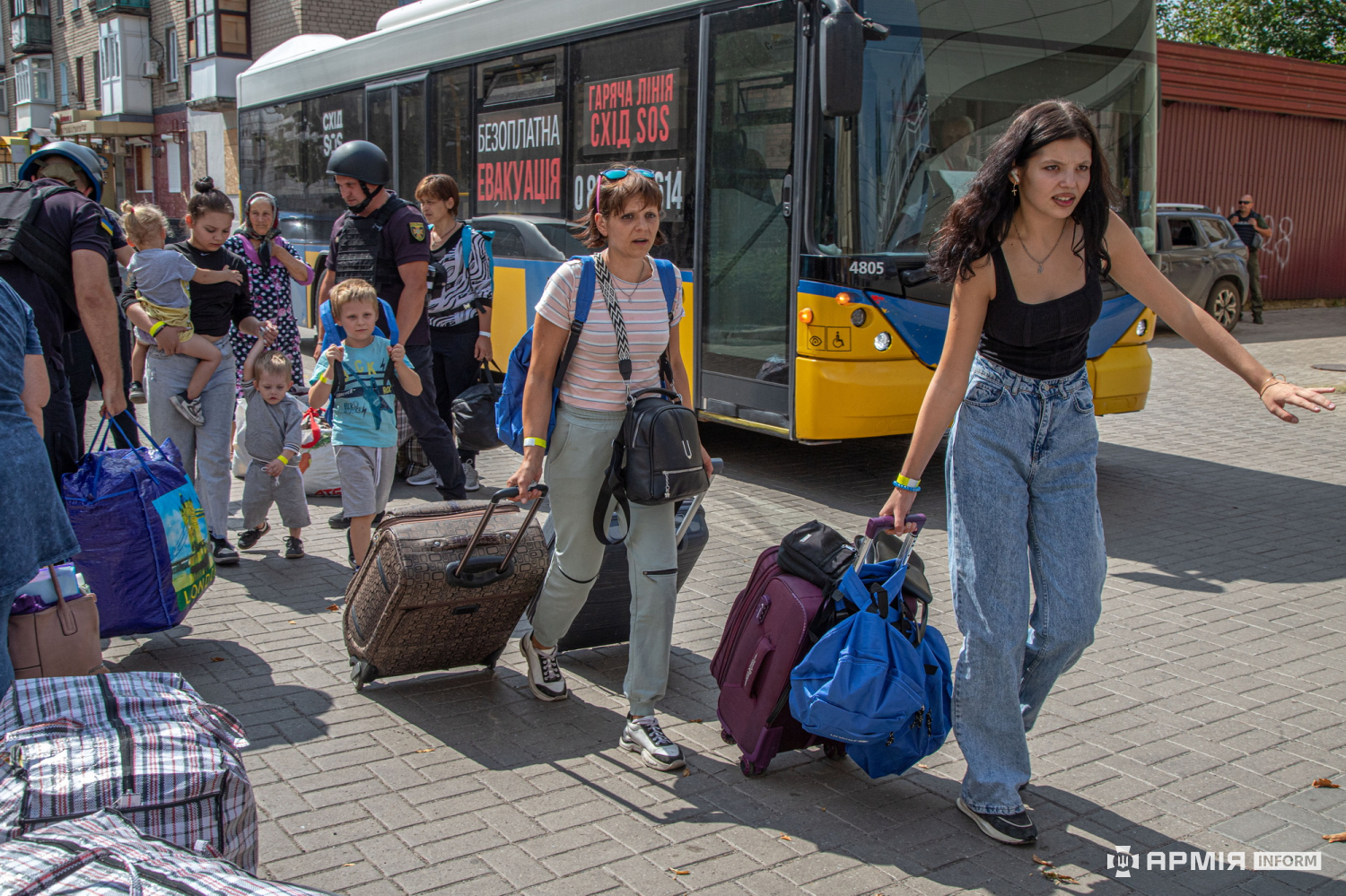
Dân cư di tán khỏi Pokvorsk

Vào ngày 24 tháng 8 năm 2024, quân đội Nga tiến quân xuyên qua Novohrodivka, vươn tới rìa đông thành phố và chiếm giữ gần như toàn bộ thành phố, trong khi đó tiếp tục tiến về Kalynove từ phía nam, và về Karlivka từ phía đông. Các nguồn Nga sau đó cùng tuyên bố rằng tòa nhà hội đồng ở trung tâm Novohrodivka đã hoàn toàn bị chiếm, và cả Krasnyi Yar ở phía nam Hrodivka. Giao tranh bên trong Novohrodivka vẫn tiếp diễn trong ngày 25 tháng 8, với một nửa thành phố đã nằm dưới quyền kiểm soát của quân Nga. Các nguồn Nga cũng tuyên bố thêm về các bước tiến ở phía nam Novohrodivka, về phía Marynivka, và về phía Kalynove ở phía bắc. Quân đội Nga tiếp tục các bước tiến về phía nam, đông nam Novohrodivka, vào giữa hai ngày 26 và 27 tháng 8 năm 2024, quân Nga tiến vào Mykhailivka, khu định cư ở phía đông của thành phố Selydove, tiến vào khu định cư Memryk vào khoảng ngày 26 tháng 8. Trong ngày tiếp theo, Memryk, ngoài ra còn có Kalynove, đã bị chiếm.
ISW công bố báo cáo đánh giá vào ngày 29 tháng 8 rằng Nga đang đồng thời tiến hành hai cuộc tấn công gần Pokrovsk gốn hướng về phía chính Pokrovsk, nơi Nga đang tấn công tuyến phòng thủ từ Hrodivka đến Novohrodivka, và về phía nam về phía tuyến phòng thủ chạy từ Ukrainsk–Hirnyk–Selydove. Họ đánh giá rằng nỗ lực trước đây nhằm mục đích đầu tiên là chiếm Myrnohrad và sau đó tiến vào vùng ngoại ô của Pokrovsk, trong khi nỗ lực sau nhằm mở rộng phần nhô ra phía đông của Pokrovsk và giảm cơ hội phản công của Ukraine tại chân phần nhô ra rộng 21 km của Nga hướng đến Avdiivka, và rằng cả hai đều có khả năng được Nga coi là mục tiêu cần thiết để đạt được trước khi phát động một cuộc tấn công vào chính Pokrovsk. Nỗ lực thứ hai được cho là hy vọng sẽ loại bỏ thêm phần nhô ra của Ukraine ở phía bắc Krasnohorivka và chiếm các cánh đồng ở phía bắc, hỗ trợ cho trận Krasnohorivka đang diễn ra ở phía nam phần nhô ra của Ukraina. Vào ngày 30 tháng 8, Nga đã chiếm được làng Karlivka, tiến xa hơn về phía nam, trong khi các nguồn tin của Nga tuyên bố đã chiếm được hoàn toàn Hrodivka. Vào ngày 31 tháng 8, Nga tiến vào Halytsynivka và chiếm được phần phía bắc của ngôi làng.
Phía tây Ukrainsk, quân đội Nga tiếp tục tiến quân, tiến đến tuyến đường sắt phía bắc khu định cư Tsukuryne và phía Nam của Selydove. Đoạn phim vào ngày 30 tháng 9 năm 2024 cho thấy Nga đã tiến vào phía đông nam Tsukuryne, trong khi một sĩ quan Ukraina tuyên bố rằng khu định cư này đã trở thành mục tiêu ưu tiên của lực lượng Nga trong khu vực. Một chuyên gia quân sự Ukraina cho biết vào ngày 19 tháng 10 năm 2024 rằng lực lượng Nga muốn bỏ qua các đống xỉ địa phương ở Selydove và buộc quân Ukraina phải rút lui bằng cách tiếp tục nỗ lực bao vây, và việc chiếm được những đống xỉ này sẽ cho phép kiểm soát hỏa lực xung quanh Pokrovsk. Vào ngày 20 tháng 10 năm 2024, các blogger quân sự Nga cho biết giao tranh dữ dội trên đường phố đang diễn ra giữa lực lượng Nga và Ukraina ở ngoại ô thành phố. Một quan sát viên quân sự Ukraine xác nhận rằng Hrodivka đã bị chiếm vào ngày 21 tháng 10 năm 2024. Lực lượng Nga cũng đã tiến đến vùng ngoại ô của làng Vyshneve vào cuối tháng 10 năm 2024, làm suy yếu thêm quyền kiểm soát của Ukraina đối với các tuyến đường tiếp tế tới thành phố. Nga đã có thể gần như bao vây Selydove, với hầu hết các con đường bị cắt đứt hoặc bị kiểm soát hỏa lực. Đến ngày 27 tháng 10 năm 2024, DeepStateMap.Live cho thấy quân đội Nga đã tiến quân và chiếm đóng hầu hết thành phố, trong khi vùng ngoại ô phía tây bắc vẫn là lãnh thổ tranh chấp các nguồn tin của Nga tuyên bố cùng ngày rằng toàn bộ thành phố đã bị chiếm sau đó thì có tuyên bố chiếm giữ của Bộ Quốc phòng Nga vào ngày 29 tháng 10 năm 2024. Trang DeepStateMap xác nhận rằng Selydove đã bị phía Nga chiếm giữ vào ngày 30 tháng 10 năm 2024.

### Đến tháng 12/2024
Vào đầu tháng 12 năm 2024, ngôi làng Shevchenko ở phía tây nam Pokrovsk đã chịu sức ép lớn từ lực lượng Nga khi họ tìm cách tiến về phía sườn phía tây của Pokrovsk để chiếm thành phố bằng một cuộc cơ động luồn ra sau ổ đề kháng này từ mạn phía nam, song song với các cuộc tiến công về phía đông của Myrnohrad. Đến ngày 12 tháng 12 năm 2024, lực lượng Nga đã tiến vào phạm vi 3 km đến ranh giới phía nam của thành phố Pokrovsk, sau những bước tiến nhanh chóng ở Shevchenko. Do những diễn biến này, nhà sản xuất thép lớn nhất Ukraina là Metinvest đã bắt đầu đình chỉ hoạt động tại một tòa nhà hành chính và một trong ba địa điểm khai thác tại mỏ than Pokrovsk. Công ty biện minh cho hành động này với lý do quân Nga đang tiến gần hơn đến tiền tuyến và tăng cường pháo kích. Các nhân sự cốt cán đã được sơ tán cùng với gia đình của họ, với việc đưa ra quyết định tiếp theo tùy thuộc vào diễn biến của cuộc giao tranh gần đó. Vào ngày 15 tháng 12 năm 2024, các nguồn tin ủng hộ Ukraine xác nhận rằng Shevchenko đã bị lực lượng Nga chiếm giữ hoàn toàn. 

## Năm 2025

### Kiểm soát mỏ Lithium
Sang đến tháng 1 năm 2025, bắt đầu vào ngày 13 tháng 1 năm 2025, Reuters đã đưa tin, trích dẫn các nguồn tin trong ngành không nêu tên, rằng mỏ than Pokrovs'ke đã dừng sản xuất do tuyến đầu đang đến gần. Mỏ này là cơ sở sản xuất than cốc do Ukraine kiểm soát duy nhất, nơi đã sản xuất 3,5 triệu tấn than cốc vào năm 2023. Cùng ngày, các cảnh quay định vị địa lý cho thấy quân đội Nga đã chiếm được làng Pishchane (Піщане) ở phía nam Pokrovsk, và cắt đứt hai xa lộ dẫn về phía đông (đến Kostiantynivka) và phía tây (đến Mezhova) ra khỏi Pokrovsk. 
Ngày 26 tháng 6 năm 2025, lực lượng Nga giành quyền kiểm soát một mỏ lithium quan trọng gần làng Shevchenko. Việc kiểm soát mỏ Shevchenko không chỉ là một chiến thắng trên chiến trường, đó là tín hiệu cho thấy ý định của Nga muốn thống trị cuộc chiến giành tài nguyên làm nền tảng cho cuộc xung đột ở Ukraina. Việc kiểm soát mỏ Shevchenko là kết quả của một chiến dịch được lên kế hoạch tác chiến kỹ lưỡng, thể hiện sự thay đổi trong chiến thuật quân sự của Nga tại Donetsk. Lực lượng Nga đã tiếp cận ngôi làng từ nhiều hướng khác nhau, khai thác các điểm yếu trong hệ thống phòng thủ của Ukraina gần trục Pokrovsk. Cuộc tấn công bắt đầu từ đầu tháng 6 năm 2025, khi quân đội Nga sử dụng kết hợp các đợt pháo kích hạng nặng và các cuộc không kích bằng UAV có độ chính xác cao nhằm làm suy yếu vị trí phòng thủ của Ukraina trước khi phát động các đợt tấn công trên bộ. Sự thất thủ của Shevchenko cho thấy những điểm yếu trong chiến lược phòng thủ của Ukraina, đặc biệt là tại Donetsk, nơi lực lượng Nga đã khai thác hiệu quả các khoảng trống trong hệ thống phòng tuyến của Kiev. Quân đội Ukraina, vốn đã bị kéo căng sau nhiều tháng chiến tranh tiêu hao, đã gặp nhiều khó khăn trong việc giữ vững ngôi làng trước ưu thế quân số và các đợt tấn công dồn dập không ngừng của Nga. 

### Xâm nhập trung tâm
Vào hạ tuần tháng 7 năm 2025, những tin tức cho biết lực lượng Biệt kích Nga đã xâm nhập thành phố chiến lược Pokrovsk và phục kích lực lượng phòng thủ, cho thấy phòng tuyến Ukraina có thể đã suy yếu. Biệt kích Nga tổ chức thành các nhóm DRG ("Диверсионно-разведывательная группа"/Diversionno-razvedyvatelnaya gruppa) nghĩa là Nhóm trinh sát phá hoại (Diversionary reconnaissance group) gồm các đội đặc nhiệm nhỏ, linh hoạt, được huấn luyện chuyên sâu để hoạt động độc lập hoặc theo từng toán biệt kích, phân tán thành từng nhóm nhỏ phía sau phòng tuyến của đối phương từ các đơn vị Spetsnaz GRU. Binh sĩ Ukraina đã phát hiện các nhóm bộ binh Nga xâm nhập đô thị này trong gần một tuần, có ghi nhận sự việc một chiếc ôtô của lực lượng phòng thủ đã lọt vào ổ phục kích của lính Nga khi đi qua nút giao giữa phố Shevchenko và Zakhystnykiv Ukrayiny tại trung tâm Pokrovsk và làm ít nhất một binh sĩ Ukraina đã trúng đạn. Cuộc phục kích cho thấy phòng tuyến của Ukraina xung quanh Pokrovsk đang suy yếu nên lực lượng Nga đã xâm nhập được vào các quận phía nam thành phố. Thời điểm này lực lượng phòng thủ Pokrovsk chưa thể đẩy lui hết các nhóm biệt kích Nga. Giới quan sát cho hay, quân Nga đã tận dụng tình hình chiến trường hỗn loạn và một lữ đoàn hết quân để xâm nhập thành phố từ hướng làng Zvirove, các đơn vị Nga có kế hoạch thiết lập vị trí phòng thủ để chờ quân tiếp viện, cũng như kiểm soát phố Zakhystnykiv Ukrayiny.
Tiếp đến, vào đầu tháng 8 năm 2025, Nga mở cuộc tấn công đột kích thọc sâu vào Pokrovsk vẫn tiếp tục khi các đơn vị Nga đồng loạt xâm nhập các quận trung tâm thành phố khiến lực lượng Ukraina trở tay không kịp (các nhà bình luận gọi là "Chiến dịch Bạch tuộc"). Dù quân Ukraina đã truy quét dữ dội nhưng "chiến dịch Bạch tuộc" đột kích thọc sâu vào Pokrovsk vẫn tiếp tục khi các đơn vị Nga đồng loạt xâm nhập các quận trung tâm thành phố. Các đơn vị tiên phong của quân Nga đã hoạt động gần phố Evropeiskaya. Việc chiếm lĩnh các tòa nhà chung cư trong khu vực này mở đường cho cuộc tấn công phát triển cả về phía bắc và phía đông. Chiến thuật của Nga dựa trên việc lợi dụng quân đội Ukraina thiếu hụt bộ binh để xâm nhập vào các điểm phòng thủ khi quân Ukraina chỉ đủ quân bảo vệ các điểm then chốt như các tòa nhà, giao lộ và pháo đài thay vì thiết lập một chiến tuyến liên tục. Với cấu trúc phòng thủ hỗn loạn này dẫn đến sự tương tác yếu giữa các đơn vị và dễ bị tấn công từ hai bên sườn. Nhiều nhóm nhỏ lính xung kích Nga có thể xâm nhập vào hậu phương hoặc phong tỏa các khu vực mà không cần tấn công. Bộ chỉ huy Kiev không đủ thời gian để ổn định tình hình và chỉ có thể làm chậm tốc độ tiến công chứ không thể ngăn chặn. Nếu không có sự phối hợp giữa các điểm phòng thủ, tình hình sẽ tiếp tục xấu đi.
Ngày 2 tháng 8 năm 2025, Tổng tư lệnh Lực lượng vũ trang Ukraina là Tướng Oleksandr Syrskyi nói rằng Pokrovsk vẫn là một trong những khu vực khó khăn nhất của tiền tuyến, khi lực lượng Nga sử dụng chiến thuật xâm nhập toàn diện nhằm phá vỡ hệ thống phòng thủ của Ukraina. Bộ Tổng tham mưu quân đội Ukraina cho rằng trong ngày 3 tháng 8 năm 2025 tại hướng Pokrovsk đã có 38 cuộc tấn công của Nga trong ngày. Tin tức chiến trường ngày 4 tháng 8 năm 2025 cho biết Nga đã xâm nhập toàn diện vào Pokrovsk. Kênh ZOV Military nhận định, xét theo cách mà quân đội Nga tiến vào Pokrovsk một cách ồ ạt, mở rộng diện tích và cắt đôi thành phố, thì đây không phải lực lượng trinh sát-đặc nhiệm mà là các đơn chủ lực tinh nhuệ, gồm có cả chiến thuật "nghìn vết cắt" trong thành phố, chiến thuật mà Bộ chỉ huy Nga thường sử dụng trong thời gian gần đây. Giới quan sát nhận định chiến thuật vây lấn, luồn sâu giúp Nga siết gọng kìm ở Pokrovsk bằng cách dùng chiến thuật gọng kìm để công phá thành trì Pokrovsk, kết hợp bao vây, cắt tuyến hậu cần với triển khai biệt kích xâm nhập trung tâm. Các đợt tiến công của Nga trong vòng 3 tháng qua đã tạo thành gọng kìm bao quanh mặt trận Pokrovsk - Mirnograd có thể khiến các đơn vị Ukraine đối mặt nguy cơ rơi vào "nồi hầm".
Vào trung tuần tháng 8 năm 2025, quan chức Ukraina cho biết tình hình trên mặt trận Pokrovsk đang ở thời điểm khó khăn nhất trong năm 2025 vì Nga đã triển khai số lượng lớn binh sĩ tại khu vực này. Nga đang cố gắng tiến quân từ hai hướng để cắt đứt thành phố từ phía tây nam và đông bắc. Ở phía tây nam, quân Nga đã bị ngăn chặn. Về phía đông bắc, quân Nga đang điều động số lượng lớn quân để giành quyền kiểm soát một số khu định cư và phá vỡ hệ thống hậu cần của lực lượng vũ trang Ukraina. Theo ông Viktor Trehubov thì trong chiến dịch mùa đông năm 2024, quân đội Nga đã buộc phải rút lui. Hiện tại, quân Nga đã triển khai tới 100.000 binh sĩ trên mặt trận này. Quy mô giao tranh ở Pokrovsk giống với Thế chiến II. Nga vẫn đang sử dụng chiến thuật xâm nhập sau phòng tuyến Ukraina, tương tự như những gì đã làm vào mùa xuân năm 2025. 
Tổng tham mưu quân đội Ukraina cho biết trong ngày 9 tháng 8 năm 2025 đã có 79 cuộc giao tranh giữa Lực lượng Phòng vệ Ukraina và quân đội Nga. Giao tranh vẫn tiếp diễn trên 4 mặt trận, trong đó ác liệt nhất diễn ra ở làng Novopavlivka. Trong đó, rạng sáng ngày 9 tháng 8 năm 2025, Quân đội Nga tiếp tục phát triển thành công cuộc đột kích sâu vào hệ thống phòng thủ của Ukraine theo khái niệm tác chiến cơ động cả trên hướng Dobropolye và Pokrovsk. Theo kênh phân tích DeepState cho hay đối phương (tức quân Nga) đã chiếm Novokhatskoye và Tolstoy, đồng thời tiến quân gần Verkhnekamenskoye, Novospaskoye, Nikanorovka, Voskresenka, Zeleny Gai và Toretsk.  Trước đó, sáng ngày 5 tháng 8 năm 2025, DeepState đưa tin lực lượng Moscow đã giành quyền kiểm soát Popov Yar. Trong 24 giờ tính đến ngày 10 tháng 8 năm 2025 thì mặt trận nóng này đã ghi nhận 163 cuộc giao tranh, trong đó áp lực lớn nhất nằm ở hướng Novopavlivka và Pokrovsk, trên mặt trận Pokrovsk, quân Nga đã mở 45 đợt tấn công và mặt trận Novopavlivka là 26 đợt. 
Kênh VoenkorKotenok cho biết các mũi thọc sâu của quân đội Nga đang nở bung ra như "bông hoa sen" trong vùng lõi đô thị Pokrovsk. Quân đội Nga hiện diện trên hầu hết toàn bộ khu vực phía nam phố Shmidt và tiến quân ở phía tây gần Nhà thờ Konstantino-Yeleninskaya và phố Liza Chaikina, cũng như phố Partizanskaya và Torgovaya, tiến quân phía bắc ga đường sắt tại khu vực phố Olshansky, song song đó, họ tiến từ trung tâm về phía đông, hướng về phố Pushkin thuộc quận Sobachevka, bỏ qua hoặc chặn các ổ kháng cự của lực lượng Kiev ở trung tâm và tiến vào phía sau các khu dân cư cao tầng ở đông nam thành phố. Các đơn vị xung kích Nga được xác nhận tại các khu vực lân cận Lazurny và Shakhtyorsky, cũng như gần Công viên Yubileyny thuộc quận Yuzhny. Những bước tiến thành công tiếp theo tại đây, cùng với việc tiến quân từ Novopavlovka và Chunishino về phía Gnatovka và Rong. Dù phía Ukraina phản công kịch liệt nhưng các đơn vị Nga đang đạt được tiến triển trong các cuộc giao tranh ác liệt gần Chunishino dọc theo tuyến đường sắt. Các trận chiến ác liệt đang diễn ra ở sườn đông bắc của khu vực Krasnoarmeysk-Dimitrov.

### Tiếp tục giao tranh
Đến ngày 19 tháng 8 năm 2025, theo hướng Pokrovsk, từ đầu ngày, quân Nga đã 40 lần tấn công các vị trí tại loạt khu định cư. Theo dữ liệu sơ bộ, lực lượng Ukraine đã loại khỏi vòng chiến 139 binh sĩ Nga, phá hủy 1 hệ thống pháo, 27 UAV và 8 phương tiện cơ giới của đối phương

## Thương vong
Vào ngày 27 tháng 8 năm 2024, Tổng tư lệnh quân đội Ukraine Oleksandr Syrskyi tuyên bố rằng, tính bình quân thì binh lính của ông đã "vô hiệu hóa" 300 lính Nga mỗi ngày theo hướng Pokrovsk. Vào ngày 2 tháng 9 năm 2024, nhà báo phương Tây David Axe ước tính rằng quân Nga đã phải chịu thương vong "có khả năng lên tới hàng chục nghìn binh lính" trong khi tiến về Pokrovsk sau khi chiếm Avdiivka vào tháng 2 năm 2024. Trong một cuộc phỏng vấn với Times Radio vào ngày 5 tháng 9 năm 2024, nhà phân tích quốc phòng người Anh Michael Clarke ước tính rằng quân Nga mất trung bình 1.000 người thiệt mạng hoặc bị thương mỗi ngày trong cuộc tấn công Pokrovsk, và cũng mất hơn 100 xe bọc thép chỉ trong tuần qua. Hai cuộc tấn công của Nga vào ngày 12 và 19 tháng 9 năm 2024, được thực hiện với tổng cộng 98 xe, được Lữ đoàn Không quân Cơ động số 46 của Ukraina tuyên bố đã bị đẩy lùi trong một tuần bảo vệ Kurakhove, họ tuyên bố đã làm hư hại hoặc phá hủy 44 xe tấn công của Nga. Vào ngày 19 tháng 9 năm 2024, nhà phân tích người Ukraina là ông Petro Chernyk tuyên bố rằng trận chiến đã dẫn đến "việc tiêu diệt trước 2-3 nghìn quân địch" (quân Nga). Vào ngày 11 tháng 12 năm 2024, ISW đưa tin rằng một sĩ quan lữ đoàn Ukraina tuyên bố rằng lực lượng Nga đã mất gần 3.000 quân theo hướng Pokrovsk trong vòng hai tuần.